# Strzelanina w Tucson

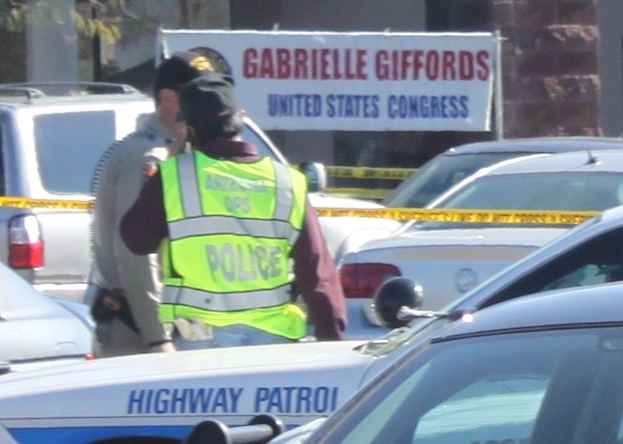
Policjanci na miejscu zbrodni, 2 godziny po strzelaninie

Strzelanina w Tucson – strzelanina, do której doszło 8 stycznia 2011 roku w Tucson w Arizonie w Stanach Zjednoczonych. Napastnikiem był 22-letni chory psychicznie Jared Lee Loughner. Sprawca najpierw dokonał nieudanego zamachu na członkinię Izby Reprezentantów Gabrielle Giffords, po czym zaczął strzelać do ludzi, zabijając łącznie 6 osób, a 13 innych raniąc, po czym uciekł z miejsca zdarzenia, ale został niedługo później aresztowany przez policję.

## Przebieg
Napastnik zaczął strzelać o godz. 10:10 rano czasu miejscowego na wiecu wyborczym Gabrielle Giffords, który odbywał się na parkingu supermarketu Safeway. Najpierw postrzelił i krytycznie ranił Giffords w głowę z pistoletu, a następnie otworzył ogień do znajdujących się na wiecu ludzi. W masakrze zginęło 6 osób, a 14 zostało rannych. Napastnik zastrzelił m.in. sędziego federalnego Johna Rolla, który był obecny na wiecu oraz 9-letnią dziewczynkę. Następnie sprawca (który również odniósł rany podczas ataku) uciekł z miejsca zdarzenia, ale został niedługo później zatrzymany przez policję.

## Ofiary strzelaniny[7]
- Christina-Taylor Greene (9 lat)
- Dorothy Morris (76 lat)
- John Roll (63 lata)
- Phyllis Schneck (79 lat)
- Dorwan Stoddard (76 lat)
- Gabriel Zimmerman (30 lat)

Gabrielle Giffords przeżyła zamach, którego była głównym celem, ale początkowo media błędnie przekazywały, że zginęła ona w masakrze.

## Sprawca
Sprawcą masakry był 22-letni Jared Lee Loughner, który był mieszkańcem Tucson. Motywy jego działań nie są znane. Loughner przed atakiem opublikował na portalu YouTube pod nickiem Classitup10 szereg filmików o niepokojącej treści, zapowiadającej strzelaninę. Jego koledzy ze studiów twierdzili, że dziwnie zachowywał się w szkole i że mógł cierpieć na zaburzenia psychiczne. Loughner tuż przed atakiem napisał w internecie wiadomość, w której stwierdził, że był prześladowany w szkole, a według niektórych doniesień Loughner chciał wcześniej dokonać strzelaniny szkolnej.

## Ciekawostki
- Christina-Taylor Green, 9-letnia ofiara strzelaniny, urodziła się w dzień zamachów z 11 września, co przykuło uwagę mediów, dziewczynka została m.in. wspomniana w książce Twarze nadziei: Dzieci urodzone 11 września 2001[13], fakt ten został wykorzystany jako symboliczne porównanie, że w USA więcej osób ginie w wyniku ataków szaleńca niż w wyniku zamachów terrorystycznych takich jak ten z 11 września[14][15][16].